# Línia E del RER de l'Illa de França
La línia E de l'RER, més sovint anomenada simplement RER E, és una línia de la réseau express régional d'Île-de-France que enllaça l'est de l'àrea metropolitana de París segons un eix centre - est. Enllaça el cor de París a partir de l'Haussmann - Saint-Lazare (ramal E1) a l'est parisenc amb dues branques, acabant-se en les estacions de Chelles - Gournay (ramal E2) i Tournan (ramal E4).
Fins a la seva obertura, la línia era més coneguda sota el nom del projecte Éole, acrònim d'«Est-Ouest liaison express». Després de treballs particularment difícils que han durat set anys, va ser oberta en la seva major part durant l'estiu de 1999. La branca de Villiers-sur-Marne va ser perllongada fins a Tournan el 2003. La totalitat de la línia està situada a l'Illa de França.
La línia presenta la particularitat de no travessar París d'extrem a extrem, com es preveia de manera inicial; no posseeix més que dues detencions a París intramurs: Magenta i la terminal Haussmann - Saint-Lazare.